# Линдеман, Рэймонд
Рэймонд Линдеман (англ. Raymond Lindeman; 24 июля 1915, Редвуд-Фолс, штат Коннектикут — 29 июня 1942, Нью-Хэвен) — американский эколог, автор классических работ по биоэнергетике экосистем.

## Биография
Родился 24 июля 1915 года. В 1932 году окончил школу Редвуд-Фоллс. Учился в Миннесотском университете. Дипломная работа была посвящена изучению экосистемы «Кедрового болота» Cedar Bog. В 1938 году стал членом Лимнологического общества Америки. Летом 1938 года женился на Элеонор Холл. Она была специалистом по диатомовым водорослям. Летом 1939 года проходил стажировку в морском биологическом центре Фрайди-Харбор. В декабре 1940 года выступил на заседании Американской ассоциации содействия развитию науки с докладом «Динамика пищевой цепи в стареющем озере». В феврале 1941 года получил учёную степень PhD. В апреле 1941 года получил стипендию Стерлинга для работы в Йельском университете. Умер 29 июня 1942 года от болезни печени.

## Научная деятельность
Исследовал трофико-динамические особенности экосистем. Автор концепции биологической эффективности, на основе которой сформулировал эмпирическую закономерность трансформации энергии в экосистеме между трофическими уровнями экологической пирамиды, известную как правило 10 % (пирамида энергий Станчинского—Линдемана). Представил основные методы расчёта энергетического баланса экосистем. Эти представления он изложил в статье, которая была послана в редакцию журнала Ecology осенью 1941 года, но первоначально отклонена рецензентами Ченси Джудей и Полом Уелшем как слишком теоретическая. В декабре 1941 года по просьбе Джорджа Хатчинсона статья была рассмотрена в журнале повторно. Рецензентами выступали Виктор Шелфорд и Уард Олли, давшие положительный отзыв. Статья была опубликована в октябре 1942 года уже после смерти Линдемана. Эта публикация стала классической и попала на третье место списке лучших журнальных статей XX века на английском языке, оказавших наибольшее влияние на подготовку биологов.

## Публикации
Автор 6 публикаций в научных журналах.
- Lindeman R. L. Some affinities and varieties of the planktonic rotifer Brachnionus havanaensis Rouss (англ.) // Transactions of the American Microscopical Society. — 1939. — Vol. 58. — P. 210—221. — JSTOR 2420845.
- Lindeman R. L. The Developmental History of Cedar Creek Bog, Minnesota (англ.) // American Midland Naturalist. — 1941. — Vol. 25, iss. 1. — P. 101. — doi:10.2307/2420845. — JSTOR 2420845.
- Lindeman R. L. Seasonal Food-Cycle Dynamics in a Senescent Lake (англ.) // American Midland Naturalist. — 1941. — Vol. 26, iss. 3. — P. 636. — doi:10.2307/2420739. — JSTOR 2420739.
- Lindeman R. L. Experimental Simulation of Winter Anaerobiosis in a Senescent Lake (англ.) // Ecology. — 1942. — Vol. 23, iss. 1. — P. 1–13. — doi:10.2307/1930867.
- Lindeman R. L. Seasonal Distribution of Midge Larvae in a Senescent Lake // American Midland Naturalist. — 1942. — Т. 27, вып. 2. — С. 428. — doi:10.2307/2421011. — JSTOR 2421011.
- Lindeman R. L. The Trophic-Dynamic Aspect of Ecology (англ.) // Ecology. — 1942. — Vol. 23, iss. 4. — P. 399–417. — doi:10.2307/1930126.

## Память
Хатчинсон называл Линдемана «одним из самых творческих и щедрых умов, когда-либо посвятивших себя экологической науке». Ассоциация наук о лимнологии и океанографии вручает ежегодную премию Рэймонда Линдемана авторам научных работ моложе 35 лет. В 2008 году в научном резервате «Экосистема Сидар-Крик» был открыт исследовательский центр Рэймонда Линдемана.